# Progradungula otwayensis
Espèce
Progradungula otwayensis est une espèce d'araignées aranéomorphes de la famille des Gradungulidae.

## Distribution

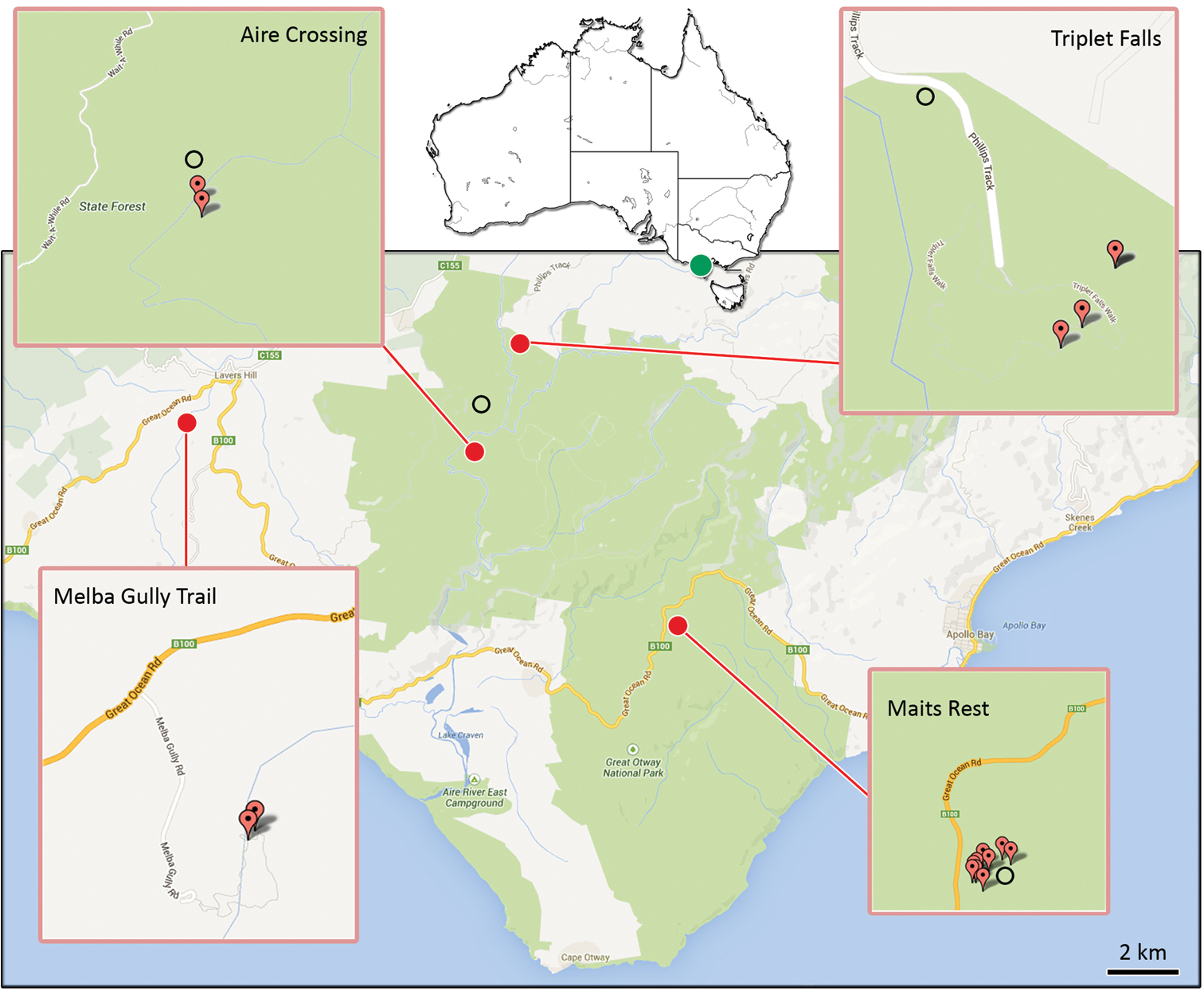
Distribution

Cette espèce est endémique du Victoria en Australie. Elle se rencontre dans le parc national Great Otway dans les monts Otway.

## Description

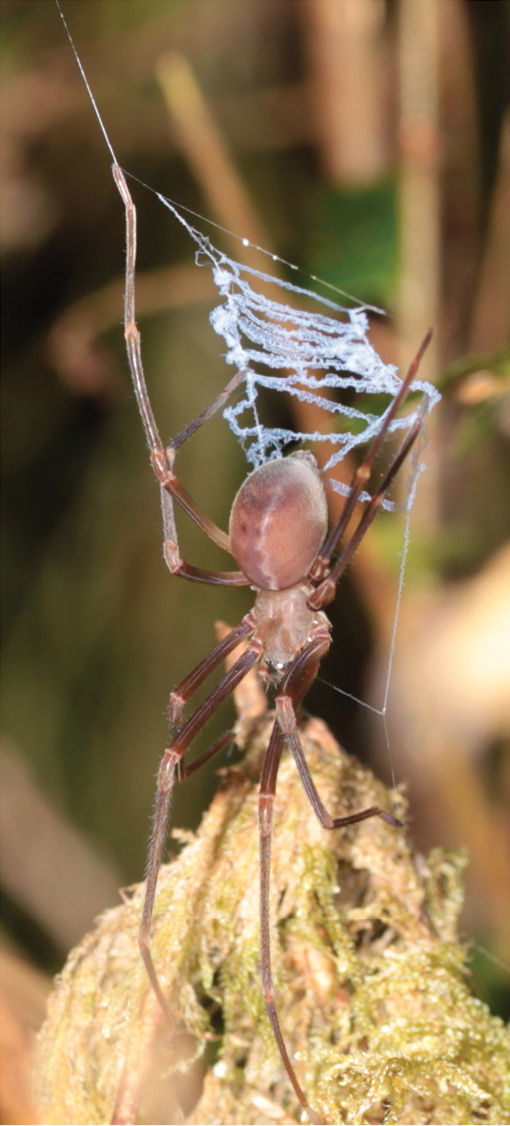
Progradungula otwayensis ♂ et sa toile

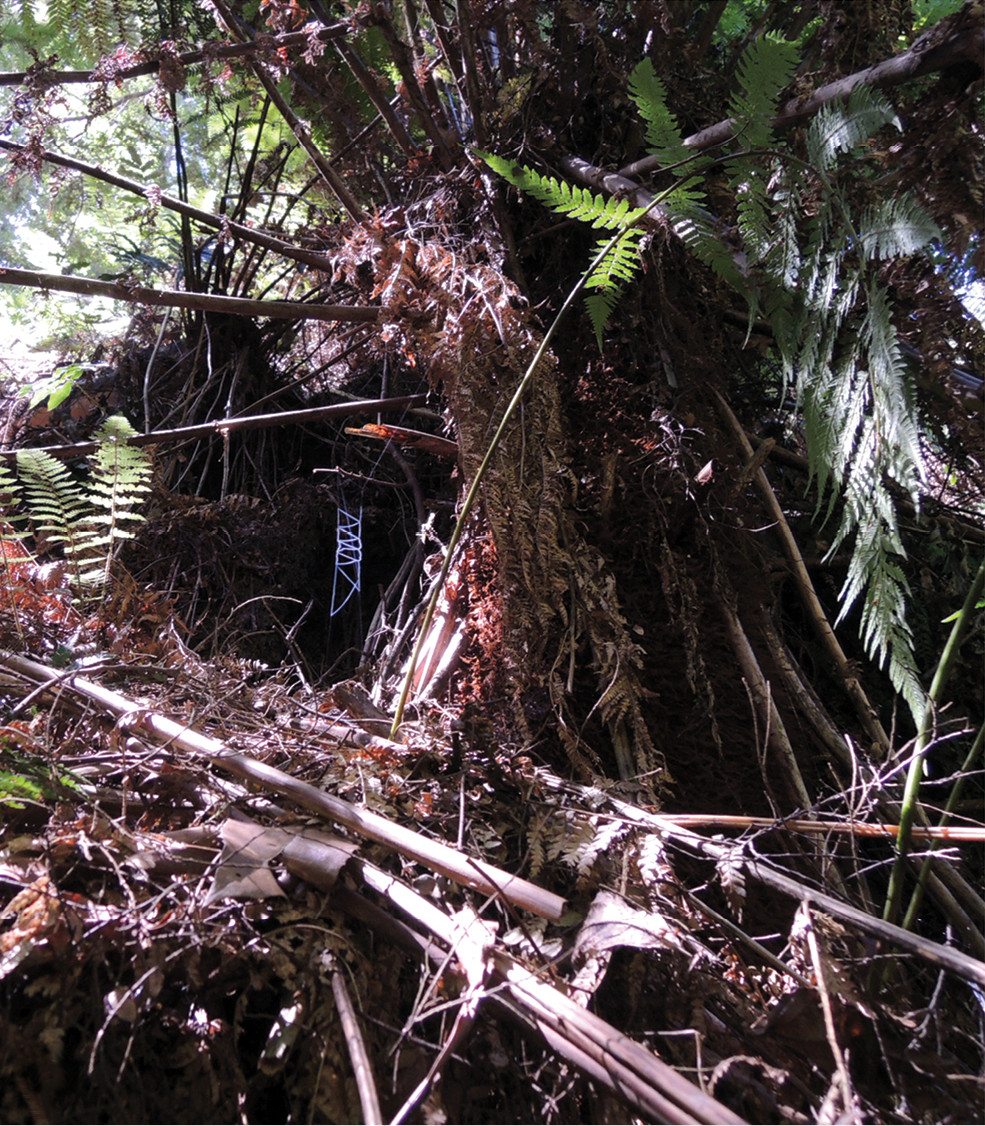
Toile

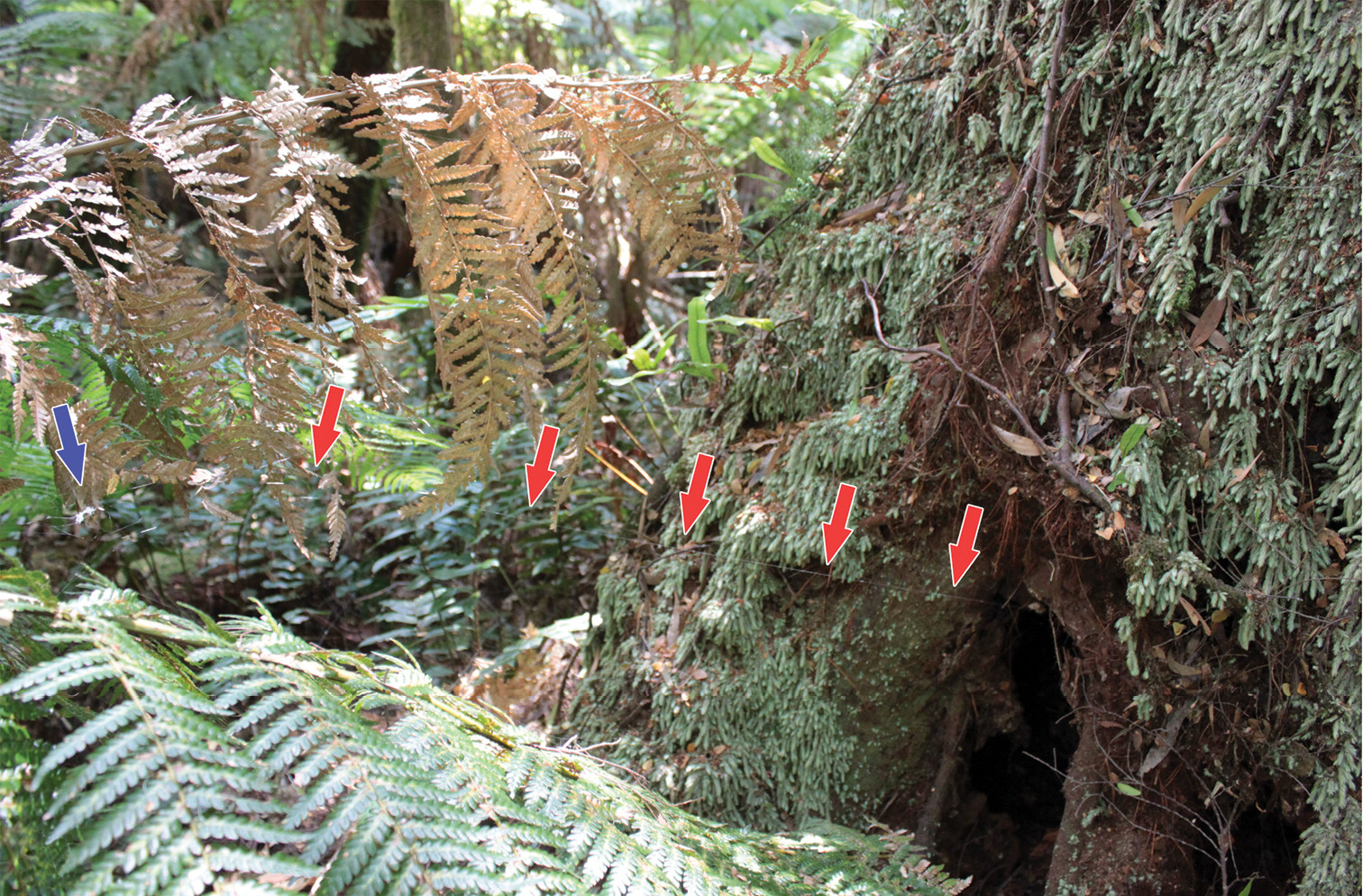
Fil de soie horizontal, conduisant jusqu'au creux d'une souche

La carapace du mâle holotype mesure 5,42 mm de long sur 3,98 mm et l'abdomen 5,40 mm de long sur 4,75 mm.
La carapace de la femelle décrite par Michalik, Piacentini, Lipke & Ramírez en 2013 mesure 6,92 mm de long sur 4,66 mm et l'abdomen 8,51 mm de long sur 7,18 mm.

## Systématique et taxinomie
Cette espèce a été décrite par Milledge en 1997.

## Étymologie
Son nom d'espèce, composé de otway et du suffixe latin -ensis, « qui vit dans, qui habite », lui a été donné en référence au lieu de sa découverte, les monts Otway.

## Publication originale
- Milledge, 1997 : « A new species of Progradungula Forster and Gray (Araneae: Gradungulidae) from Victoria. » Memoire of Museum Victoria, vol. 56, no 1, p. 65-68 (texte intégral).